# 河合纯一
河合纯一（日语：／ Kawai Junichi，1975年4月19日—），日本男子游泳运动员。他曾代表日本参加1992年、1996年、2000年、2004年和2008年夏季残疾人奥林匹克运动会游泳比赛，获得五枚金牌、九枚银牌和七枚铜牌。